# Constitución de Sudáfrica
La Constitución de Sudáfrica, oficialmente «Constitución de la República de Sudáfrica, 1996», es la ley suprema de la República de Sudáfrica, promulgada en 1996.
Proporciona la base legal para la existencia de la república, establece los derechos y deberes de sus ciudadanos y define la estructura del Gobierno. La constitución actual, la quinta del país, fue redactada por el Parlamento elegido en 1994 en las elecciones generales de Sudáfrica de 1994. Fue promulgada por el presidente Nelson Mandela el 10 de diciembre de 1996, publicada el 18 de diciembre de ese año, y entró en vigencia el 4 de febrero de 1997, en sustitución de la Constitución provisional de 1993.
Desde 1996, la Constitución ha sido reformada en diecisiete ocasiones. Anteriormente también se numeraba como si fuera una Ley del Parlamento –«Ley Nº 108 de 1996»– pero, desde la aprobación de la Ley de Citación de Leyes Constitucionales en 2005, ni a ella ni a las leyes que la modifican se les asignan números de ley.

## Historia

### Constituciones anteriores
El Acta de Sudáfrica de 1909, una ley del Parlamento del Reino Unido, unificó cuatro colonias británicas (Colonia del Cabo, Colonia Transvaal, Colonia del Río Orange y Colonia Natal) en la Unión de Sudáfrica, un dominio autónomo.
La Constitución de la República de Sudáfrica de 1961 transformó la Unión en una República, reemplazando a la Reina con un Presidente del Estado, pero dejando el sistema de gobierno sin cambios.
La Constitución de la República de Sudáfrica de 1983 creó el Parlamento Tricameral, con cámaras separadas que representan a personas blancas, de color e indias, pero sin representación para los negros. El Presidente del Estado (de carácter simbólico) y el Primer Ministro ejecutivo fueron reemplazados por un Presidente del Estado ejecutivo.
La Constitución de la República de Sudáfrica de 1993, también conocida como la «Constitución provisional», fue dictada al final del apartheid para regir el período de transición. Introdujo el sufragio universal, la supremacía constitucional y una declaración de derechos.

### Negociaciones
Una parte integral de las negociaciones para terminar con el apartheid en Sudáfrica fue la creación de una nueva constitución. Una de las principales cuestiones en disputa fue el proceso mediante el cual se adoptaría dicha constitución. El Congreso Nacional Africano (African National Congress, ANC) insistió en que debería ser elaborado por una asamblea constituyente elegida democráticamente, mientras que el Partido Nacional (National Party, NP) gobernante temía que los derechos de las minorías no estuvieran protegidos en dicho proceso, y propuso en cambio que la constitución negociarse por consenso entre las partes y luego someterse a un referéndum.
Las negociaciones formales comenzaron en diciembre de 1991, en la Convención para una Sudáfrica Democrática (CODESA). Las partes acordaron un proceso mediante el cual una constitución de transición negociada proporcionaría una asamblea constitucional elegida para redactar una constitución permanente. Sin embargo, las negociaciones de CODESA se interrumpieron después de la segunda sesión plenaria en mayo de 1992. Uno de los principales puntos de disputa era el tamaño de la supermayoría que se requeriría para que la asamblea adoptara la constitución: el PN quería un requisito del 75 por ciento, que efectivamente le habría otorgado un poder de veto.
En abril de 1993, las partes volvieron a las negociaciones, en lo que se conoció como el Proceso de Negociación Multipartidista (MPNP). Un comité del MPNP propuso el desarrollo de una colección de «principios constitucionales» que la constitución final tendría que cumplir, para garantizar las libertades básicas y proteger los derechos de las minorías, sin limitar demasiado el papel de la asamblea constitucional elegida. Las partes en el MPNP adoptaron esta idea y procedieron a redactar la Constitución provisional de 1993, que fue formalmente promulgada por el Parlamento y entró en vigor el 27 de abril de 1994.

### Constitución provisional
La Constitución provisional preveía un Parlamento compuesto por dos cámaras: una Asamblea Nacional de 400 miembros, elegidos directamente por representación proporcional de la lista de partidos, y un senado de noventa miembros, en el que cada una de las nueve provincias estaba representada por diez senadores, elegidos por la legislatura provincial. La Asamblea Constitucional consistió en la reunión de ambas cámaras, y fue responsable de elaborar una constitución final dentro de dos años. La adopción de un nuevo texto constitucional requirió una supermayoría de dos tercios en la Asamblea Constitucional, así como el apoyo de dos tercios de los senadores en asuntos relacionados con el gobierno provincial. Si no se pudiera obtener una mayoría de dos tercios, se podría adoptar un texto constitucional por mayoría simple y luego someterlo a un referéndum nacional en el que se requeriría el 60 % de apoyo para su aprobación.
La Constitución provisional contenía 34 principios constitucionales que la nueva constitución debía cumplir. Estos incluían la democracia multipartidista con elecciones regulares y sufragio universal, la supremacía de la constitución sobre todas las demás leyes, un sistema cuasifederal en lugar de un gobierno centralizado, el no racismo y el no sexismo, la protección de «todos los principios fundamentales universalmente aceptados derechos, libertades y libertades civiles», igualdad ante la ley, separación de poderes con un poder judicial imparcial, niveles de gobierno provinciales y locales con representación democrática, y protección de la diversidad de idiomas y culturas. La Declaración de Derechos, ahora en el capítulo dos de la Constitución de Sudáfrica, fue en gran parte escrita por Kader Asmal y Albie Sachs.
El capítulo 2 de la Constitución establece el derecho al acceso a la seguridad social, sentando las bases para programas como los administrados por la SASSA. Esta sección de la Constitución resalta la importancia de la asistencia social como un derecho fundamental, garantizando que los ciudadanos vulnerables reciban el apoyo necesario en momentos de crisis.
El nuevo texto constitucional debía incorporar estos principios por el recién establecido Tribunal Constitucional. Si el texto cumpliera con los principios, se convertiría en la nueva constitución; de lo contrario, sería remitido a la Asamblea Constitucional.

### Texto final
La Asamblea Constitucional participó en un programa masivo de participación pública para solicitar opiniones y sugerencias de la ciudadanía. Sin embargo, a medida que se acercaba la fecha límite para la adopción de un texto constitucional, muchos temas se resolvieron en reuniones privadas entre los representantes de las partes. El 8 de mayo de 1996, se adoptó un nuevo texto con el apoyo del 86 % de los miembros de la asamblea, pero en la sentencia del 6 de septiembre de 1996 –conocida como sentencia de «primera certificación», el Tribunal Constitucional se negó a certificar este texto. El Tribunal Constitucional identificó una serie de disposiciones que no cumplían con los principios constitucionales. Las áreas de incumplimiento incluyeron fallas en la protección del derecho de los empleados a participar en negociaciones colectivas; para prever la revisión constitucional de los estatutos ordinarios; afianzar los derechos fundamentales, las libertades y las libertades civiles y salvaguardar suficientemente la independencia del Protector Público y el Auditor General, así como otras áreas de incumplimiento en relación con las responsabilidades y poderes del gobierno local.
La Asamblea Constitucional volvió a reunirse y, el 11 de octubre adoptó un texto constitucional modificado que contenía varios cambios en relación con el texto anterior. Algunos se ocuparon de los motivos del tribunal para la no certificación, mientras que otros endurecieron el texto. El nuevo texto fue devuelto al Tribunal Constitucional para su certificación, lo que el tribunal hizo debidamente en su sentencia del 4 de diciembre –de «segunda certificación»–.
La Constitución fue firmada por el presidente Nelson Mandela el 10 de diciembre en Sharpeville, y publicada oficialmente en la Gaceta del Gobierno el 18 de diciembre. No entró en vigor de inmediato; entró en funcionamiento el 4 de febrero de 1997, mediante una proclamación presidencial, a excepción de algunas disposiciones financieras que se retrasaron hasta el 1 de enero de 1998.

### Reformas
Desde su adopción, la Constitución ha sido modificada diecisiete veces, en los años 1997 (1.º Reforma); 1998 (2.º y 3.º); 1999 (4.º y 5.º); 2001 (6.º y 7.º); 2002 (8.º y 9.º); 2003 (10.º y 11.º); 2005 (12.º); 2007 (13.º); 2008 (14.º y 15.º); 2009 (16.º) y 2012 (17.º).

### Anexos
- Anexo 1: Bandera Nacional (National Flag)
- Anexo 1A: Áreas Geográficas de las Provincias (Geographical Areas of Provinces)
- Anexo 2: Juramentos y Declaraciones Solemnes (Oaths and Solemn Affirmations)
- Anexo 3: Procedimientos Electorales (Election Procedures)
- Anexo 4: Áreas Funcionales de Competencia Legislativa Concurrente Nacional y Provincial (Functional Areas of Concurrent National and Provincial Legislative Competence)
- Anexo 5: Áreas de Competencia Legislativa Provincial Exclusiva (Functional Areas of Exclusive Provincial y Legislative Competence)
- Anexo 6: Acuerdos Transitorios (Transitional Arrangements)
- Anexo 6A: Derogado
- Anexp 6B: Derogado
- Anexo 7: Leyes Revocadas (Laws Repealed)